# Nœud Yosemite
Le nœud Yosemite, nœud de chaise Yosemite ou nœud de chaise à clé Yosemite est une variante sécurisée du nœud de chaise. C'est un nœud de boucle utilisé comme amarrage de sécurité en cours et en bout de corde sur le baudrier ou sur amarrage naturel dans les activités sportives et professionnelles de verticalité comme l'escalade, l'alpinisme, la spéléologie et les travaux acrobatiques.
Pour la réalisation de la clé Yosemite, le nœud de chaise doit avoir le brin courant à l’intérieur de la ganse. La clé Yosemite est réalisable aussi bien sur un nœud de chaise en simple que sur une corde doublée avec un nœud de chaise en double,. Le nœud de chaise Yosemite reste la référence pour fixer une corde de verticalité autour d’une structure pour les travaux acrobatiques.

## Justification
Sans clé Yosemite, ou son alternative avec le nœud double d’arrêt, un nœud de chaise peut se retourner, ce qui peut aller jusqu'au basculement du nœud en nœud coulant ou se dénouer si, lors de la progression, la corde ne reste pas en permanence en tension ou si une tension est effectuée dans la ganse. 

## Réalisation

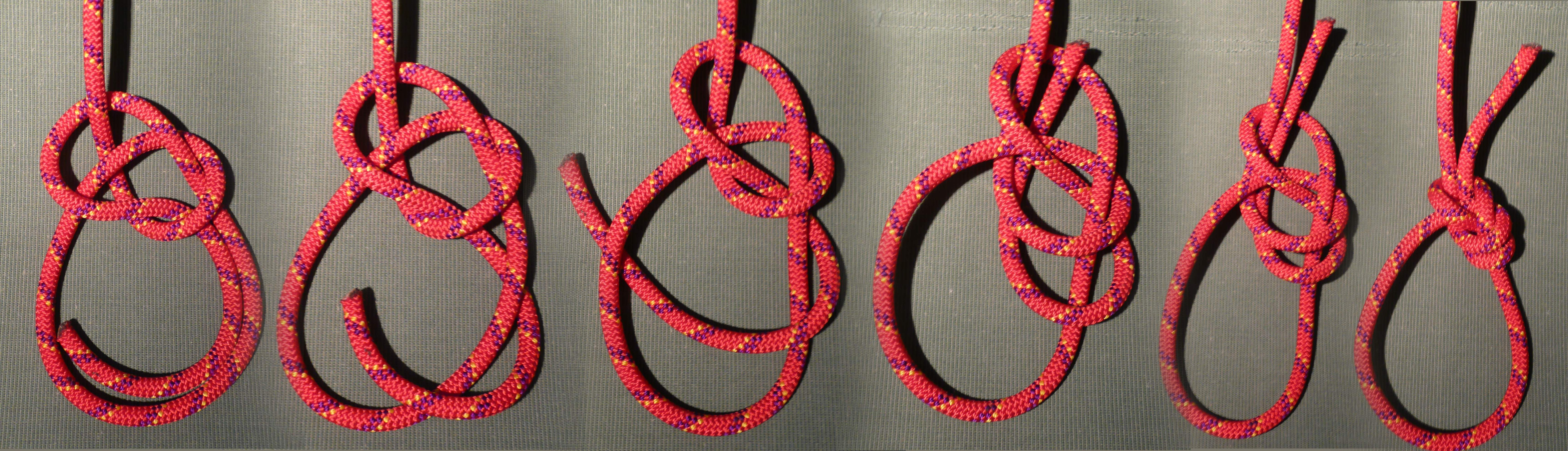
Réalisation de la clé Yosemite sur un nœud de chaise avec le brin courant à l’intérieur de la ganse.

Point de départ important du nœud Yosemite : Un nœud de chaise bien réalisé peut se faire de deux manières ; soit avoir le brin courant vers l’extérieur de la ganse soit vers l’intérieur. Pour aller plus loin et réaliser la clé de verrouillage Yosemite, le nœud de chaise doit être réalisé avec le brin courant vers l’intérieur de la ganse. Ensuite, la clé Yosemite est réalisable sur un nœud de chaise en simple ou en double.

## Utilisation

### Sur nœud de chaise en simple
Le nœud est confectionné au départ comme nœud de chaise simple sur un brin de corde puis sécurisé par verrouillage du brin courant à l’intérieur de la ganse afin d’empêcher de se faire glisser la ganse.

### Sur nœud de chaise en double
La clé Yosemite de verrouillage peut aussi s'effectuer sur le nœud de chaise en double, ou nœud de chaise réalisé sur deux brins de corde en milieu ou en bout de corde. Cette technique de verrouillage avec une clef Yosemite permet a un travailleur acrobatique de se longer dans la ganse de la clef Yosemite. Pour un alpiniste, lors d'encordement sur glacier en N, avec un encordement en cours de corde et non en bout de corde, un nœud de chaise en double avec une clé de verrouillage Yosemite garantie un encombrement et une complexité du nœud moindre qu'une sécurisation avec son alternative avec le nœud double d’arrêt.